# Étienne Mignot de Montigny
Étienne Mignot de Montigny  (* 15. Dezember 1714 in Paris; † 6. Mai 1782) war ein französischer Ingenieur, Geograph, Chemiker, Schatzkanzler, königlicher Berater und Grand Voyer der Généralité de Paris.
Sein Vater Jean-François Mignot de Montigny war französischer Schatzkanzler. Montigny, der sich früh für Mathematik und Mechanik interessierte, besuchte das Collège Louis-le-Grand der Jesuiten. Als er erklärte, dem Orden beitreten zu wollen nahm ihn sein Vater von der Schule. Er war auf Studienreise in England, der Schweiz und den französischen Provinzen und studierte dabei die Textilindustrie. Nach der Rückkehr ist er Kommissar im Handelsministerium, wo er die Industrie und den Handel mit Kenntnissen über neuen Erfindungen und Maschinen fördern soll. 1740 wurde er Adjunkt und 1758 volles Mitglied der Académie des Sciences. Außerdem war er assoziiertes Mitglied der Preußischen Akademie der Wissenschaften. 
1766 veröffentlichte er für die Akademie mit César François Cassini de Thury und Charles Étienne Louis Camus eine Karte von Frankreich.
Von ihm stammen verschiedene Denkschriften, so eine Anleitung für die Provinzbevölkerung über das Verhalten bei Infektionskrankheiten beim Vieh (1775). Ein Reisebericht von ihm, der unter anderem über die Bretagne handelte, wurde 1925 veröffentlicht.
Als Chemiker kam er Antoine de Lavoisier in der Analyse von Gips zuvor.
Seine Cousine Marie Louise Mignot (Madame Denis) war Nichte von Voltaire.